# Spärrfjällig tråding
Spärrfjällig tråding (Inocybe lanuginosa) är en svampart som tillhör divisionen basidiesvampar, och som först beskrevs av Peck, och fick sitt nu gällande namn av George Edward Massee. I den svenska databasen Dyntaxa används istället namnet Inocybe stellatospora. Spärrfjällig tråding ingår i släktet Inocybe, och familjen Crepidotaceae. Arten är reproducerande i Sverige.